# Secrétaire privé parlementaire du premier ministre
Le secrétaire parlementaire privé du premier ministre en anglais : Parliamentary Private Secretary to the Prime Minister est un poste au service du premier ministre du Royaume-Uni. Le titulaire du poste est largement considéré comme les yeux et les oreilles du premier ministre sur les bancs d'arrière-ban, servant de liaison avec le parti parlementaire du premier ministre,. Le secrétaire privé parlementaire est également chargé de rencontrer les membres du Parlement lorsque le premier ministre n'est pas disponible, d'accompagner le premier ministre et de les aider à préparer les Questions au Premier ministre,.

## Rôle
Le secrétaire privé parlementaire peut devenir un rôle très puissant et important; Le secrétaire parlementaire privé de Bonar Law, JCC Davidson, a agi en fait comme son chef de cabinet.  La chute de Margaret Thatcher de la direction du Parti conservateur en 1990 est attribuée par beaucoup,, aux actions de son secrétaire privé parlementaire Peter Morrison, en échouant à compter avec précision les votes parmi les parlementaires d'arrière-ban conservateurs. Certains secrétaires privés parlementaires du Premier ministre occupent par la suite des fonctions supérieures; Alec Douglas-Home a été secrétaire privé parlementaire sous Neville Chamberlain et a ensuite occupé le poste de Premier ministre à part entière.
Il peut y avoir plusieurs secrétaires privés parlementaires auprès du premier ministre à un moment donné. De nombreux premiers ministres ont utilisé cette tactique au cours de leurs mandats de premier ministre; l'ancien Premier ministre David Cameron, former Prime Minister, David Cameron, n'a employé qu'un seul secrétaire privé parlementaire à la fois pendant son mandat, mais il a nommé John Henry Hayes comme ministre sans portefeuille chargé du Parti conservateur parlementaire, un travail généralement réservé au secrétaire privé parlementaire,.
Les secrétaires privés parlementaires de l'actuels du premier ministre Boris Johnson sont Joy Morrissey, Lia Nici et James Duddridge ,,.

## Secrétaires parlementaires privés du Premier ministre (1906-présent)
Le tableau suivant répertorie les secrétaires privés parlementaires des premiers ministres successifs à partir de 1906.
| Nom                       | Nom                                                                                               | Portrait | Mandat            | Mandat            | Parti Politique      | Premier ministre | Premier ministre                                                        |
| ------------------------- | ------------------------------------------------------------------------------------------------- | -------- | ----------------- | ----------------- | -------------------- | ---------------- | ----------------------------------------------------------------------- |
|                           | Hubert Carr-Gomm MP pour Rotherhithe (1877-1939)                                                  |          | 1906              | 1908              | Liberal              |                  | Henry Campbell-Bannerman                                                |
|                           | Geoffrey Howard MP pour Eskdale (1877-1935)                                                       |          | 1908              | 1909              | Liberal              |                  | H. H. Asquith (I)                                                       |
|                           | Charles Henry Lyell MP pour East Dorset avant 1910 MP pour Edinburgh South après 1910 (1875-1918) |          | 1908              | 1915              | Liberal              |                  | H. H. Asquith (I)                                                       |
| H. H. Asquith (Coalition) | Charles Henry Lyell MP pour East Dorset avant 1910 MP pour Edinburgh South après 1910 (1875-1918) |          | 1908              | 1915              | Liberal              |                  |                                                                         |
|                           | Sir John Barran, 2e baronnet MP pour Hawick Burghs (1872-1952)                                    |          | 1916              | 1918              | Liberal              |                  | David Lloyd George (Coalition)                                          |
|                           | David Davies MP pour Montgomeryshire (1880-1944)                                                  |          | 1916              | 1918              | Liberal              |                  | David Lloyd George (Coalition)                                          |
|                           | William Sutherland MP pour Argyllshire (1880-1949)                                                |          | 1916              | 1918              | Liberal              |                  | David Lloyd George (Coalition)                                          |
|                           | Waldorf Astor MP pour Plymouth avant 1918 MP pour Plymouth Sutton après 1918 (1879-1952)          |          | 1918              | 1918              | Conservateur         |                  | David Lloyd George (Coalition)                                          |
|                           | William Sutherland MP pour Argyllshire (1880-1949)                                                |          | 1919              | 1920              | Liberal              |                  | David Lloyd George (Coalition)                                          |
|                           | Philip Sassoon MP pour Hythe (1888-1939)                                                          |          | 1920              | 1922              | Conservateur         |                  | David Lloyd George (Coalition)                                          |
|                           | J.C.C. Davidson MP pour Hemel Hempstead (1889-1970)                                               |          | 1922              | 1923              | Conservateur         |                  | Bonar Law                                                               |
|                           | Sidney Herbert MP pour Scarborough and Whitby (1890-1939)                                         |          | 1923              | 1924              | Conservateur         |                  | Stanley Baldwin                                                         |
|                           | Lauchlin MacNeill Weir MP pour Clackmannan and Eastern Stirlingshire (1877-1939)                  |          | 1924              | 1924              | Travailliste         |                  | Ramsay MacDonald                                                        |
|                           | Sidney Herbert MP pour Scarborough and Whitby (1890-1939)                                         |          | 1924              | 1927              | Conservateur         |                  | Stanley Baldwin                                                         |
|                           | Charles Rhys MP pour Romford (1899-1962)                                                          |          | 1927              | 1929              | Conservateur         |                  | Stanley Baldwin                                                         |
|                           | Lauchlin MacNeill Weir MP pour Clackmannan and Eastern Stirlingshire (1877-1939)                  |          | 1929              | 1931              | Travailliste         |                  | Ramsay MacDonald (II)                                                   |
|                           | Robert Morrison MP pour Rotherhithe (1877-1939)                                                   |          | 1929              | 1931              | Travailliste         |                  | Ramsay MacDonald (II)                                                   |
|                           | Frank Markham MP pour Tottenham North (1881-1953)                                                 |          | 1931              | 1932              | National Labour      |                  | Ramsay MacDonald (1er Gouvernement national · 2e Gouvernement national) |
|                           | John Glyn MP pour Abingdon (1884-1960)                                                            |          | 1931              | 1935              | Conservateur         |                  | Ramsay MacDonald (1er Gouvernement national · 2e Gouvernement national) |
|                           | John Worthington MP pour Forest of Dean (1872-1951)                                               |          | 1931              | 1935              | National Labour      |                  | Ramsay MacDonald (1er Gouvernement national · 2e Gouvernement national) |
|                           | Geoffrey Lloyd MP pour Birmingham Ladywood (1902-1984)                                            |          | 1935              | 1935              | Conservateur         |                  | Stanley Baldwin                                                         |
|                           | Thomas Dugdale MP pour Richmond (1897-1977)                                                       |          | 1935              | 1937              | Conservateur         |                  | Stanley Baldwin                                                         |
|                           | Alec Douglas-Home MP pour Lanark (1903-1995)                                                      |          | 1937              | 1940              | Conservateur         |                  | Neville Chamberlain                                                     |
|                           | Brendan Bracken MP pour Paddington North (1901-1958)                                              |          | 1940              | 1941              | Conservateur         |                  | Winston Churchill                                                       |
|                           | George Harvie-Watt MP pour Richmond (Surrey) (1903-1989)                                          |          | 1941              | 1945              | Conservateur         |                  | Winston Churchill                                                       |
|                           | Geoffrey de Freitas MP pour Nottingham Central (1913-1982)                                        |          | 1945              | 1946              | Travailliste         |                  | Clement Attlee                                                          |
|                           | Arthur Moyle MP pour Stourbridge avant 1950 MP pour Oldbury and Halesowen après 1950 (1894-1974)  |          | 1946              | 1951              | Travailliste         |                  | Clement Attlee                                                          |
|                           | Christopher Soames MP pour Bedford (1920-1987)                                                    |          | 1952              | 1955              | Conservateur         |                  | Winston Churchill                                                       |
|                           | Robert Carr MP pour Mitcham (1916-2012)                                                           |          | avril 1955        | décembre 1955     | Conservateur         |                  | Anthony Eden                                                            |
|                           | Robert Allan MP pour Paddington South (1914-1979)                                                 |          | 1955              | 1956              | Conservateur         |                  | Anthony Eden                                                            |
|                           | Anthony Barber MP pour Doncaster (1920-2005)                                                      |          | 1957              | 1959              | Conservateur         |                  | Harold Macmillan                                                        |
|                           | Knox Cunningham MP pour South Antrim (1909-1976)                                                  |          | 1959              | 1963              | Conservateur         |                  | Harold Macmillan                                                        |
|                           | Francis Pearson MP pour Clitheroe (1911-1991)                                                     |          | novembre 1963     | octobre 1964      | Conservateur         |                  | Sir Alec Douglas-Home                                                   |
|                           | Ernest Fernyhough MP pour Jarrow (1908-1993)                                                      |          | 1964              | 1967              | Travailliste         |                  | Harold Wilson                                                           |
|                           | Peter Shore MP pour Stepney (1924-2001)                                                           |          | 1965              | 1966              | Travailliste         |                  | Harold Wilson                                                           |
|                           | Harold Davies MP pour Leek (1904-1985)                                                            |          | janvier 1967      | juin 1970         | Travailliste         |                  | Harold Wilson                                                           |
|                           | Eric Varley MP pour Chesterfield (1932-2008)                                                      |          | novembre 1968     | octobre 1969      | Travailliste         |                  | Harold Wilson                                                           |
|                           | Timothy Kitson MP pour Richmond (1931-2019)                                                       |          | 1970              | 1974              | Conservateur         |                  | Edward Heath                                                            |
|                           | Bill Hamling MP pour Woolwich West (1912-1975)                                                    |          | 1974              | 1975              | Travailliste         |                  | Harold Wilson                                                           |
|                           | Kenneth Marks MP pour Manchester Gorton (1920-1988)                                               |          | avril 1975        | décembre 1975     | Travailliste         |                  | Harold Wilson                                                           |
|                           | John Tomlinson MP pour Meriden (1939-)                                                            |          | 1975              | 1976              | Travailliste & Co-op |                  | Harold Wilson                                                           |
|                           | Jack Cunningham MP pour Whitehaven (1939-)                                                        |          | 1976              | 1977              | Travailliste         |                  | James Callaghan                                                         |
|                           | Roger Stott MP pour Westhoughton (1943-1999)                                                      |          | 1977              | 1979              | Travailliste         |                  | James Callaghan                                                         |
|                           | Ian Gow MP pour Eastbourne (1937-1990)                                                            |          | 1979              | 1983              | Conservateur         |                  | Margaret Thatcher                                                       |
|                           | Michael Alison MP pour Selby (1926-2004)                                                          |          | 1983              | 1987              | Conservateur         |                  | Margaret Thatcher                                                       |
|                           | Archie Hamilton MP pour Epsom and Ewell (1941-)                                                   |          | 1987              | 1988              | Conservateur         |                  | Margaret Thatcher                                                       |
|                           | Mark Lennox-Boyd MP pour Morecambe and Lunesdale (1943-)                                          |          | 1988              | 1990              | Conservateur         |                  | Margaret Thatcher                                                       |
|                           | Peter Morrison MP pour City of Chester (1944-1995)                                                |          | 1988              | 1990              | Conservateur         |                  | Margaret Thatcher                                                       |
|                           | Graham Bright MP pour Luton South (1942-)                                                         |          | 1990              | 1994              | Conservateur         |                  | John Major                                                              |
|                           | John Devereux Ward MP pour Poole (1925-2010)                                                      |          | 1994              | 2 mai 1997        | Conservateur         |                  | John Major                                                              |
|                           | Ann Coffey MP pour Stockport (1946-)                                                              |          | 2 mai 1997        | 1998              | Travailliste         |                  | Tony Blair                                                              |
|                           | Bruce Grocott MP pour Telford (1940-)                                                             |          | 2 mai 1997        | 8 juin 2001       | Travailliste         |                  | Tony Blair                                                              |
|                           | David Hanson MP pour Delyn (1957-)                                                                |          | 8 juin 2001       | 6 mai 2005        | Travailliste         |                  | Tony Blair                                                              |
|                           | Keith Hill MP pour Streatham (1943-)                                                              |          | 6 mai 2005        | 27 juin 2007      | Travailliste         |                  | Tony Blair                                                              |
|                           | Ian Austin MP pour Dudley North (1965-)                                                           |          | 27 juin 2007      | 4 octobre 2008    | Travailliste         |                  | Gordon Brown                                                            |
|                           | Angela Smith MP pour Basildon (1959-)                                                             |          | 27 juin 2007      | 28 juin 2009      | Travailliste         |                  | Gordon Brown                                                            |
|                           | Jon Trickett MP pour Hemsworth (1950-)                                                            |          | 4 octobre 2008    | 12 mai 2010       | Travailliste         |                  | Gordon Brown                                                            |
|                           | Anne Snelgrove MP pour South Swindon (1957-)                                                      |          | 8 juin 2009       | 12 mai 2010       | Travailliste         |                  | Gordon Brown                                                            |
|                           | Desmond Swayne MP pour New Forest West (1956-)                                                    |          | 12 mai 2010       | 4 septembre 2012  | Conservateur         |                  | David Cameron (Coalition)                                               |
|                           | Sam Gyimah MP pour East Surrey (1976-)                                                            |          | 4 septembre 2012  | 7 octobre 2013    | Conservateur         |                  | David Cameron (Coalition)                                               |
|                           | Gavin Williamson MP pour South Staffordshire) (1976-)                                             |          | 7 octobre 2013    | 13 juillet 2016   | Conservateur         |                  | David Cameron (Coalition)                                               |
| David Cameron (II)        | Gavin Williamson MP pour South Staffordshire) (1976-)                                             |          | 7 octobre 2013    | 13 juillet 2016   | Conservateur         |                  |                                                                         |
|                           | George Hollingbery MP pour Meon Valley (1963-)                                                    |          | 17 juillet 2016   | 21 juin 2018      | Conservateur         |                  | Theresa May                                                             |
|                           | Seema Kennedy MP pour South Ribble (1974-)                                                        |          | 27 juin 2018      | 4 avril 2019      | Conservateur         |                  | Theresa May                                                             |
|                           | Andrew Bowie MP pour West Aberdeenshire and Kincardine (1987-)                                    |          | 29 décembre 2018  | 24 juillet 2019   | Conservateur         |                  | Theresa May                                                             |
|                           | Alex Burghart MP pour Brentwood and Ongar (1977-)                                                 |          | 25 juillet 2019   | 17 septembre 2021 | Conservateur         |                  | Boris Johnson                                                           |
|                           | James Heappey MP pour Wells (1981-)                                                               |          | 4 août 2019       | 16 décembre 2019  | Conservateur         |                  | Boris Johnson                                                           |
|                           | Trudy Harrison MP pour Copeland (1976-)                                                           |          | 16 décembre 2019  | 17 septembre 2021 | Conservateur         |                  | Boris Johnson                                                           |
|                           | Andrew Griffith MP pour Arundel and South Downs (1971-)                                           |          | 17 septembre 2021 | 3 février 2022    | Conservateur         |                  | Boris Johnson                                                           |
|                           | Sarah Dines MP pour Derbyshire Dales (1965-)                                                      |          | 17 septembre 2021 | 9 février 2022    | Conservateur         |                  | Boris Johnson                                                           |
|                           | Joy Morrissey MP pour Beaconsfield (1981-)                                                        |          | 8 février 2022    | 8 juillet 2022    | Conservateur         |                  | Boris Johnson                                                           |
|                           | Lia Nici MP pour Great Grimsby (1969-)                                                            |          | 8 février 2022    | 8 juillet 2022    | Conservateur         |                  | Boris Johnson                                                           |
|                           | James Duddridge MP pour Rochford and Southend East (1971-)                                        |          | 8 février 2022    | 8 juillet 2022    | Conservateur         |                  | Boris Johnson                                                           |
|                           | Alexander Stafford MP pour Rother Valley (1987-)                                                  |          | 8 juillet 2022    | 6 septembre 2022  | Conservateur         |                  | Boris Johnson                                                           |
|                           | Suzanne Webb MP pour Stourbridge (1966-)                                                          |          | 6 septembre 2022  | 25 octobre 2022   | Conservateur         |                  | Liz Truss                                                               |
|                           | Craig Williams MP pour Montgomeryshire (1985-)                                                    |          | 25 octobre 2022   | 25 juin 2024      | Conservateur         |                  | Rishi Sunak                                                             |
|                           | Liz Twist MP pour Blaydon et Consett (1956-)                                                      |          | 17 juillet 2024   | en cours          | Travailliste         |                  | Keir Starmer                                                            |
|                           | Chris Ward MP pour Brighton Kemptown (1982-)                                                      |          | 17 juillet 2024   | en cours          | Travailliste         |                  | Keir Starmer                                                            |

## Dans la culture populaire
Le dernier volet de la trilogie House of Cards de Michael Dobbs et de la BBC, The Final Cut comprend un personnage Claire Carlsen, qui occupe le poste de secrétaire privé parlementaire du premier ministre Francis Urquhart, le trahissant finalement en tentant de divulguer des documents sur son service dans la British Army.